# Ariana Grande
Pour les articles homonymes, voir Grande.
Ariana Grande-Butera (/ˌɑːɹiˈɑːnə ˈɡɹɑːndeɪ bjʊˈtɛəɹə/), surtout connue sous le nom d'Ariana Grande, née le 26 juin 1993 à Boca Raton, en Floride, est une auteure-compositrice-interprète, actrice et productrice de musique américaine.
Elle commence sa carrière en 2007, à l'âge de 15 ans, en jouant le rôle de Charlotte dans la comédie musicale 13 (en) à Broadway. Elle se fait connaître en interprétant le rôle de Cat Valentine dans la sitcom Victorious, ainsi que pour avoir repris ce même rôle dans son spin-off Sam et Cat, devenant l'une des égéries de la chaîne Nickelodeon.
Bien que déjà présente dans la musique via plusieurs projets comme sa série ou sa chaîne YouTube, elle lance véritablement sa carrière musicale en mars 2013, en sortant son premier single intitulé The Way, en duo avec Mac Miller, qui arrive en tête du Billboard Hot 100 et est certifié double platine par la RIAA. Son premier album, Yours Truly, atteint la tête du Billboard 200 et reçoit des critiques positives. Elle est alors la première artiste à avoir un premier album en tête des charts depuis l'album Animal de Kesha, en janvier 2010. Son deuxième album, My Everything, atteint également la première place du Billboard 200, ce qui fait d'elle la première artiste féminine ayant eu ses deux premiers albums numéro un à la suite depuis Susan Boyle. Le premier single, Problem, en duo avec Iggy Azalea, se classe à la première place du Billboard Hot 100 et a été numéro un des téléchargements iTunes dans plus de cinquante pays. En 2016, avec la sortie de son troisième album Dangerous Woman, elle devient la première artiste de l'histoire à avoir eu les premiers singles de chacun de ses albums dans le top 5 du Billboard Hot 100.
En 2013, elle remporte le prix de la meilleure nouvelle artiste de l'année aux American Music Awards puis est élue « artiste de l'année » en 2016. En 2014, elle est élue « révélation de l'année » par The Music Business Association et est nommée dans la catégorie « meilleur nouvel artiste » aux Billboard Music Awards. Elle est également nommée aux Grammy Awards pour la première fois en 2015 pour son album My Everything puis les années suivantes pour Dangerous Woman et Sweetener. Ce dernier obtient le prix du meilleur album vocal pop lors de la 61e cérémonie, devenant la première victoire de la chanteuse lors de cette cérémonie.
En novembre 2018, encore une fois, elle atteint la première place du Billboard Hot 100 avec son single Thank U, Next qui entre directement à la première place, détrônant alors la chanson Girls Like You de Maroon 5.
Elle est désignée « Femme de l'année » en 2018 par Billboard, un magazine hebdomadaire américain spécialisé dans l'industrie musicale et internationalement reconnu.
Son cinquième album, Thank U, Next, lui permet de battre plusieurs records et se classe numéro un des ventes seulement cinq minutes après sa sortie et fait son entrée à la première place du Billboard Hot 100. Il lui permet également d'égaler un record historique en classant trois de ses titres de cet album en première, deuxième et troisième place du Billboard Hot 100, record qu'elle partage avec les Beatles qui en avaient placé cinq aux cinq premières places en 1964.
En 2024, elle fait ses débuts au cinéma avec le rôle de Glinda dans le film musical Wicked, adapté de la comédie musicale du même titre, pour lequel elle est nommée pour le prix de la meilleure actrice dans un second rôle à la 97e cérémonie des Oscars.

## Biographie

### Enfance
Née à Boca Raton, en Floride, Ariana Grande-Butera est la fille unique de Joan Marguerite Grande, directrice générale de la société Hose-McCann Communications, et d'Edward Butera, graphiste. Elle a un demi-frère aîné, prénommé Frank James « Frankie » Grande (né le 24 janvier 1983), qui est danseur, producteur, réalisateur et acteur. Plus jeune, elle a étudié à l'école North Broward Preparatory School. Ses parents sont d'origine italienne.

### Ses débuts etVictorious(2008-2012)
En 2008, à l'âge de quinze ans, Ariana Grande joue le rôle de Charlotte dans la comédie musicale 13 (en) à Broadway. Grâce à ce rôle, elle a remporté un National Youth Theatre Association Award. Afin de pouvoir jouer dans cette comédie musicale, elle a dû quitter son lycée et commencer à suivre des cours par correspondance.
À l'âge de 17 ans, elle participe à une lecture pour le personnage de Miriam pour le projet de comédie musicale, Cuba Libre, écrite et produite par Desmond Child. Néanmoins, le spectacle ne sera jamais produit. Cette même année, dès mars 2010, Ariana joue le rôle de Cat Valentine dans la sitcom, Victorious, diffusée sur la chaîne Nickelodeon. Ce rôle l'aidera à se faire connaitre et à gagner de nombreux fans.

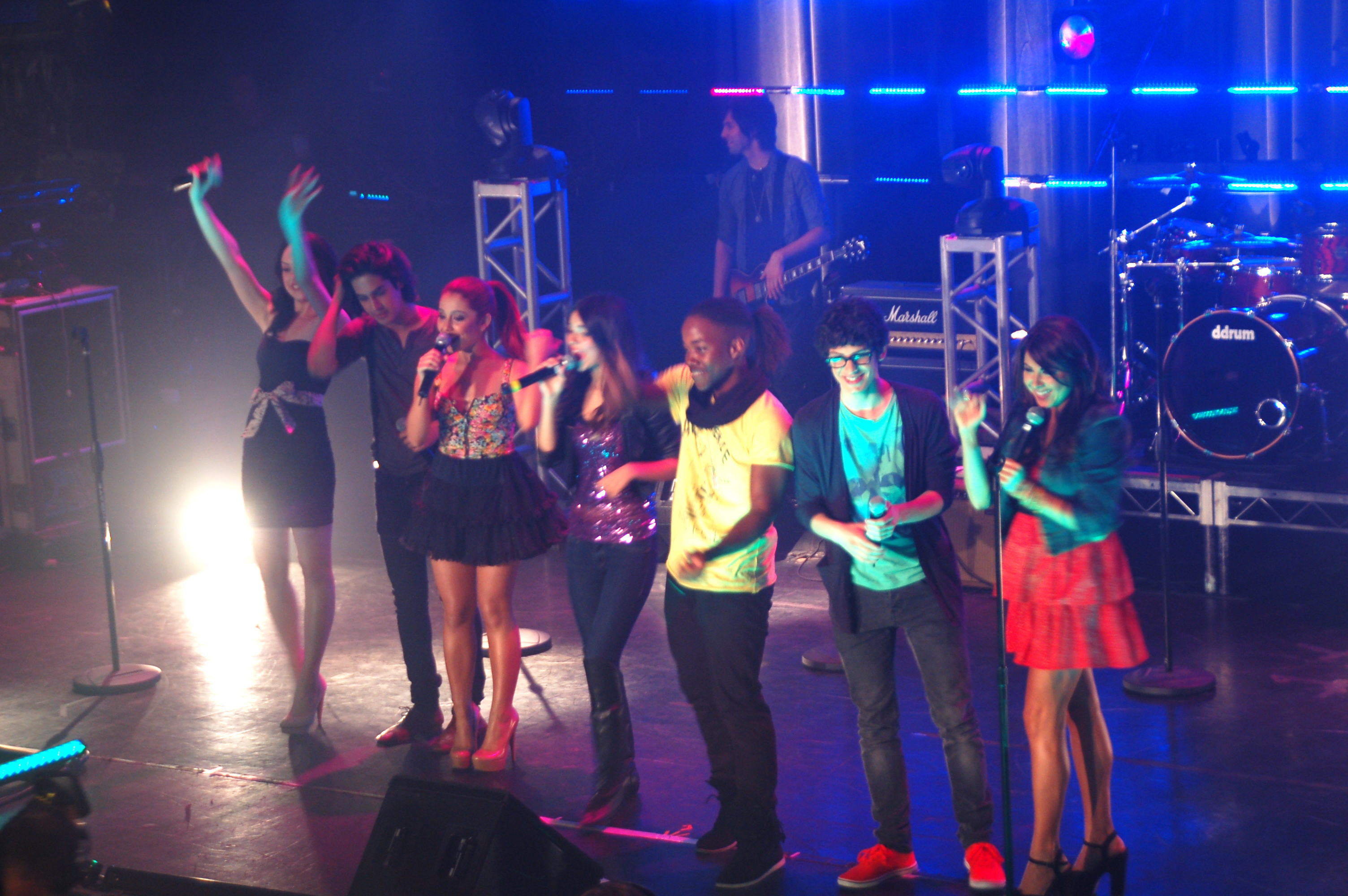
La distribution de la série télévisée Victorious en 2011 : Elizabeth Gillies, Avan Jogia, Ariana Grande, Victoria Justice, Leon Thomas III, Matt Bennett et Daniella Monet).

Elle double la voix du personnage Princesse Diaspro en 2011 dans un épisode spécial de la série animée, Winx Club avant de doubler une deuxième fois le personnage pour le second doublage américain de la troisième saison (la saison avait déjà été doublée en 2006). Elle reprendra le doublage du personnage pour la cinquième saison mais sera remplacée à partir de la sixième. Elle a également joué le rôle de Blanche-Neige dans la pièce de théâtre, A Snow White Christmas aux côtés de Neil Patrick Harris et de Charlene Tilton, en décembre 2012.

Nickelodeon annonce en août 2012 que la série Victorious ne va pas être renouvelée pour une quatrième saison. Cependant, quelques jours plus tard, il est annoncé que la jeune femme reprendrait son rôle pour un spin-off intitulé Sam et Cat, aux côtés de Jennette McCurdy (alias Sam Puckett dans la sitcom, iCarly). La série est commandée par la même chaîne, Nickelodeon, et est lancée le 8 juin 2013.

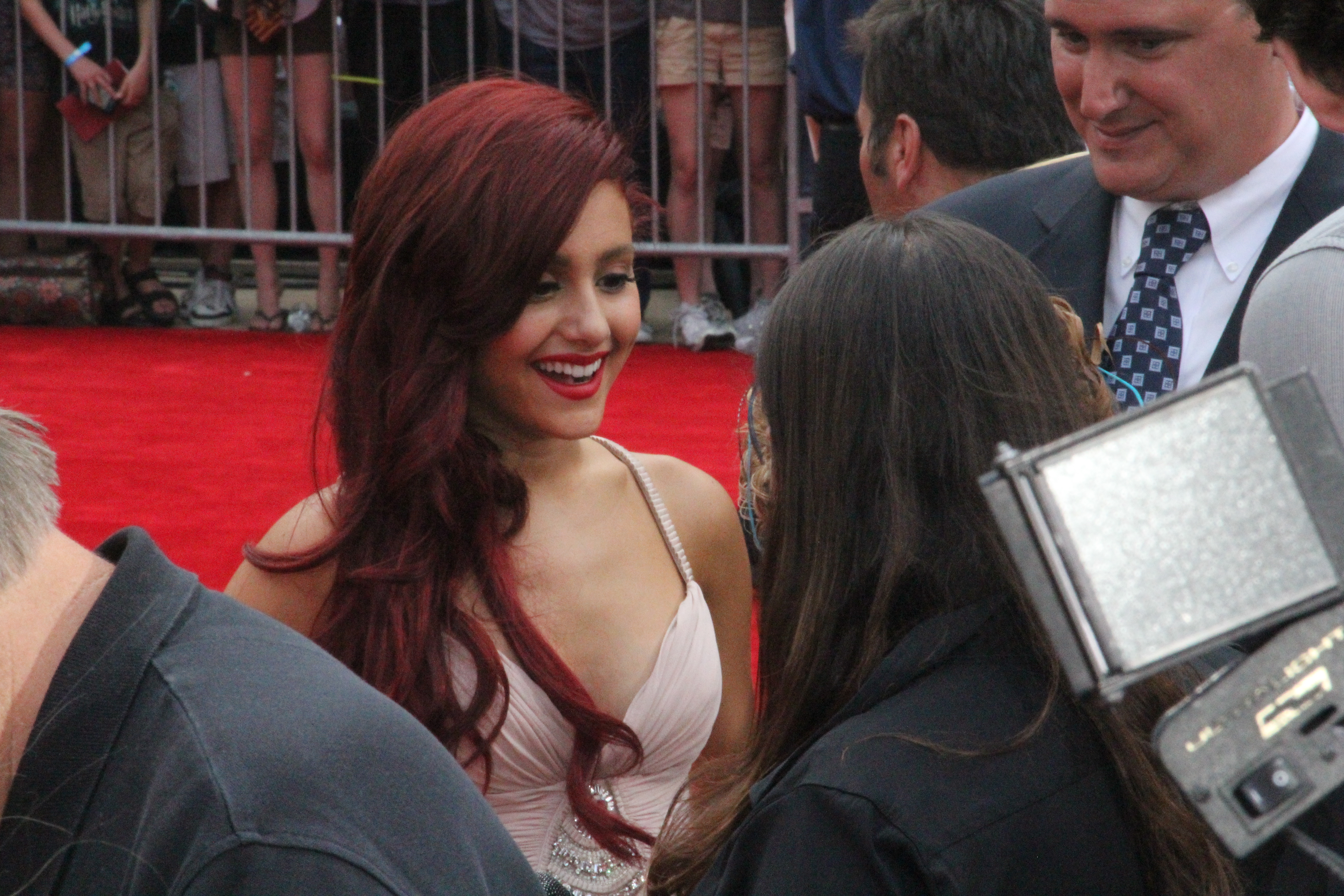
Ariana Grande à l'avant-première du film, Harry Potter et les Reliques de la Mort, en juillet 2011.

En dehors de sa carrière d'actrice, Ariana Grande a également beaucoup chanté en solo dans des orchestres de musique philharmonique, populaire et symphonique. Elle s'est aussi produite fréquemment au Birdland, un club de jazz réputé de New York,. À l'âge de 8 ans, elle a été l'interprète remarquée de l'hymne national américain the Star-Spangled Banner, lors de l'ouverture du match de championnat de LNH (Ligue nationale de hockey) opposant l'équipe des Panthers de la Floride à celle des Blackhawks de Chicago. Parallèlement, Ariana Grande poste régulièrement des vidéos d'elle reprenant des chansons d'autres artistes sur sa chaîne YouTube personnelle.
Le 12 décembre 2011, Ariana Grande sort un premier single intitulé Put Your Hearts Upqui devait figurer sur son premier album studio, mais le résultat ne lui plaît pas. Elle décide par la suite d'oublier ce single, le qualifiant même de « pire moment de ma vie » lors d'un interview en 2014. Elle enregistre aussi plusieurs chansons pour la série Victorious qui sont toutes disponibles dans les bandes-originales de la série ; l'une d'entre elles, LA Boyz un duo avec Victoria Justice, est choisie comme premier single pour la sortie de la troisième et dernière bande-originale de la série le 6 novembre 2012. La même année, Ariana Grande sort un single en featuring avec le célèbre chanteur, Mika intitulé Popular Song.

### Yours TrulyetChristmas Kisses(2013)

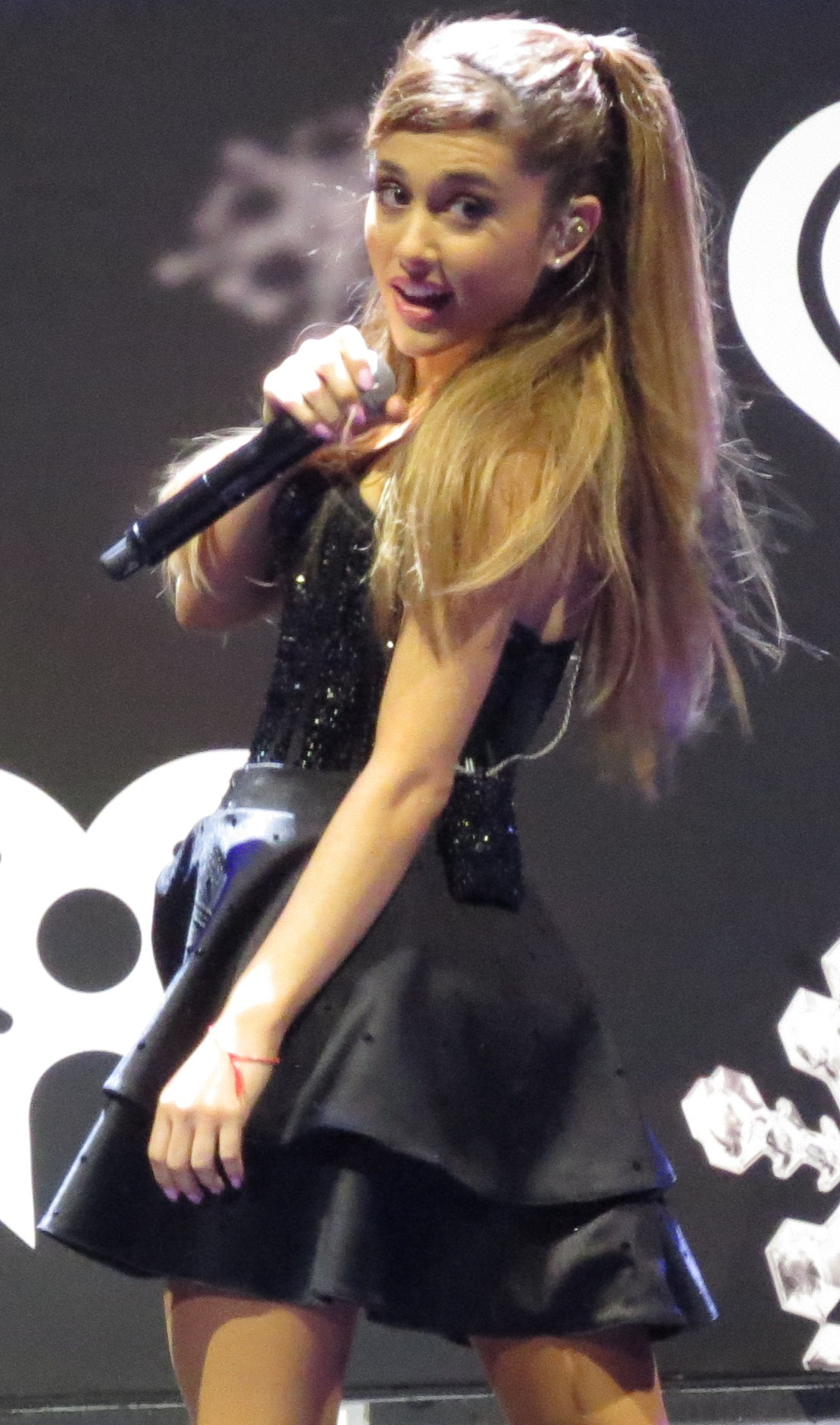
Ariana Grande lors du Jingle Ball en 2013.

Ariana Grande sort son premier single officiel, The Way, le 26 mars 2013 en featuring avec le rappeur Mac Miller. Le single se vend à plus de 120 000 exemplaires en 48 heures, puis à plus de 219 000 exemplaires la première semaine de sa sortie derrière Suit and Tie de Justin Timberlake et Best Song Ever des One Direction. Le 5 avril 2013, le single se trouve à la première place du Billboard Hot 100 pendant une semaine, ce qui est son premier single atteignant la première place de toute sa carrière de chanteuse. Elle obtient le record de la chanteuse à avoir le premier single premier au Billboard Hot 100 , un record qu'elle tient avec Mariah Carey. Depuis sa sortie, The Way dépasse les deux millions d'exemplaires aux États-Unis et se voit certifié double platine par la RIAA. Cependant, malgré le grand succès de ce premier single, Ariana Grande est attaquée en justice par Minder Music pour avoir copié certaines paroles de la chanson Troglodyte (1972) de Jimmy Castor. Par la suite, elle sort deux autres singles ; Baby I et Right There en featuring avec Big Sean.
Ariana Grande termine d'enregistrer son premier album en juin 2013, Yours Truly. Elle part ensuite en tournée à partir du 13 août 2013 pour promouvoir l'album ; cette tournée s'intitule The Listening Sessions. Avant de partir, elle effectue la première partie du Believe Tour de Justin Bieber pour trois dates. Toujours en août 2013, Ariana Grande joue le rôle d'Amanda Benson dans le téléfilm, Arnaque à la carte aux côtés de sa partenaire dans Sam et Cat, Jennette McCurdy pour la chaîne Nickelodeon.
Son tout premier album, Yours Truly, est sorti au Royaume-Uni le 2 septembre 2013 et le jour suivant aux États-Unis. Après s'être vendu à plus de 138 000 exemplaires la première semaine, l'album a été placé en tête du Billboard 200. Yours Truly arrive également en tête du Top 5 en Australie, au Royaume-Uni, en Irlande et aux Pays-Bas.
Par la suite, elle chante lors des MTV Video Music Awards, ainsi que dans l'émission Dancing with the Stars avec Mika, puis lors des American Music Awards, où elle remporte le prix de la « révélation de l'année ». Elle est également élue « l'artiste la plus évoquée sur Twitter » ; plus de 231 966 tweets parlent alors de la jeune femme. Ses performances vocales sur ses deux titres, The Way et Tattooed Heart, attirent l'attention des chanteuses, Kelly Clarkson et Lady Gaga.
Avant de sortir son premier EP Christmas Kisses, une compilation contenant des chansons de Noël dont une en featuring avec Elizabeth Gillies son ancienne comparse dans 13 et Victorious, en décembre 2013, Ariana Grande chante pour la 87e cérémonie des Macy's Thanksgiving Day Parade, ainsi qu'au sapin de Noël du Rockefeller Center, puis au KISS-FM Jingle Ball de Los Angeles. Après avoir chanté au Z100's Jingle Ball au Madison Square Garden, Ariana Grande chante avec Big Sean et Mac Miller au Dick Clark's New Year's Rockin' Eve.

### My Everythinget fin deSam et Cat(2014)

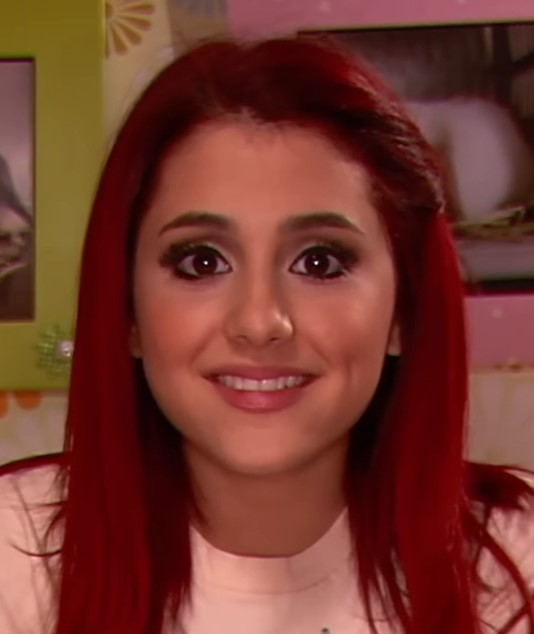
Ariana Grande dans “Sam & Cat “

En janvier 2014, Ariana Grande annonce qu'elle a commencé à enregistrer son deuxième album et qu'elle travaille avec Ryan Tedder et Benny Blanco[source insuffisante]. En mars 2014, le président Barack Obama et son épouse invitent la jeune femme à venir chanter à la Maison-Blanche ; elle participe alors au concert Women of Soul: In Performance at the White House le 6 mars. Elle chante également lors du White House Easter Egg Roll le 21 avril de la même année.
Peu de temps après, Ariana Grande reçoit le prix d'honneur de « révélation de l'année » par The Music Business Association. Elle déclare ensuite qu'elle vient de terminer l'enregistrement de son deuxième album. Le premier single, Problem en featuring avec la rappeuse australienne Iggy Azalea, sort le 28 avril 2014. Ariana Grande le chante en public pour la première fois le jour précédent, lors des Radio Disney Music Awards. Dès la première semaine après sa sortie, le single est téléchargé plus de 438 000 fois et se classe à la première place des Billboard Hot 100.
Ariana Grande dévoile en juin 2014 le nom de son deuxième album, My Everything, ainsi que la pochette, la liste des titres et la date de sortie. Le 2 juillet MTV diffuse une émission spéciale intitulée Total Ariana Live. Ce soir-là, Ariana Grande dévoile en public le second single Break Free en featuring avec le DJ Zedd.
La chaîne Nickelodeon annonce le 13 juillet 2014 l'annulation de la série Sam et Cat après une saison de trente-cinq épisodes. Le même mois, Ariana Grande participe avec la rappeuse Nicki Minaj à la chanson Bang Bang de la chanteuse Jessie J. Grâce à cette chanson, Ariana Grande se retrouve avec trois titres dans le top 6 du Billboard Digital Songs Chart simultanément avec Problem et Break Free, et devient ainsi la deuxième femme à avoir eu trois titres dans un top 5 ; ce record est jusqu’à ce jour[Quand ?] détenu seulement par la chanteuse Adele.
En août, Ariana Grande totalise quatre titres en même temps dans le top 10 des ventes sur Itunes aux États-Unis avec Best Mistake (no 1), Bang Bang (no 3), Break Free (no 4) et Problem (no 10). Le 22 août 2014, le second album d'Ariana Grande, My Everything, sort dans certains pays. Plus orienté RnB que son précédent album, l'album contient des featuring avec Childish Gambino, The Weeknd ou encore ASAP Ferg. L'album devient numéro 1 des ventes sur Itunes dans 96 pays le jour de sa sortie mondiale, trois jours plus tard, devenant alors le deuxième album numéro 1 consécutif d'Ariana Grande aux États-Unis.

### The Honeymoon TouretChristmas and Chill(2015)

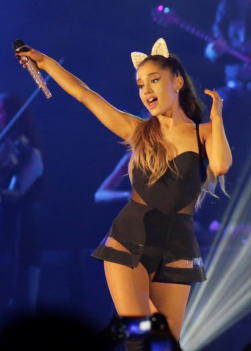
Ariana Grande à Jakarta pendant le Honeymoon Tour.

À la suite de la sortie de son deuxième album, Ariana Grande annonce sa première tournée mondiale, The Honeymoon Tour, qui débute le 25 février 2015 à Independence aux États-Unis et se termine le 25 octobre 2015 à São Paulo au Brésil. La tournée reçoit principalement des critiques positives qui saluent la prestation vocale d'Ariana Grande,.
En mars 2015, Ariana est nommée à la 57e cérémonie des Grammy Awards dans les catégories meilleur album pop pour My Everything et meilleur duo/performance de groupe pour Bang Bang avec Jessie J et Nicki Minaj. Cependant, elle ne remporte aucun prix.
En mai 2015, Ariana commence à dévoiler les paroles de l'une des chansons de son troisième album sur Twitter. Peu de temps après, elle confirme qu'il est prévu que l'album s'intitule Moonlight et qu'elle a écrit l'une des chansons avec la chanteuse américaine Victoria Monet, connue pour avoir écrit pour Mary J. Blige et T.I..
En septembre 2015, elle est au casting de la nouvelle série d’horreur du créateur de Glee et American Horror Story, intitulée Scream Queens. Dans la série, elle interprète Sonya « Chanel #2 » Herfmann, l'une des suiveuses du personnage d'Emma Roberts. Le même mois, Ariana lance son premier parfum pour femmes intitulé ARI by Ariana Grande elle participe ensuite à un duo en italien avec Andrea Bocelli intitulé E Più Ti Penso, extrait de l'album Cinema du chanteur.
Le 30 octobre 2015, sort Focus, un nouveau single. À sa sortie la chanson surprend à cause de la présence de la voix d'un homme inconnu lors des refrains. Ariana révèlera le lendemain que cet homme est en fait l'acteur Jamie Foxx qui a accepté de participer à la chanson. Le même jour, elle participe à la version américaine de l'album We Love Disney en reprenant la chanson Zero to Hero du film Hercule.
Après avoir participé au single Boys Like You de l'artiste Who Is Fancy avec Meghan Trainor, Ariana surprend son public en annonçant la sortie imminente d'un nouvel EP de musiques de Noël, intitulé Christmas and Chill. Puis en janvier 2016, elle fait son retour à Broadway en participant à un concert de Jason Robert Brown, le compositeur de 13, la comédie musicale qui l'a révélée. Une performance sans artifice bien reçue par le public présent.

### Dangerous Woman(2016-2017)

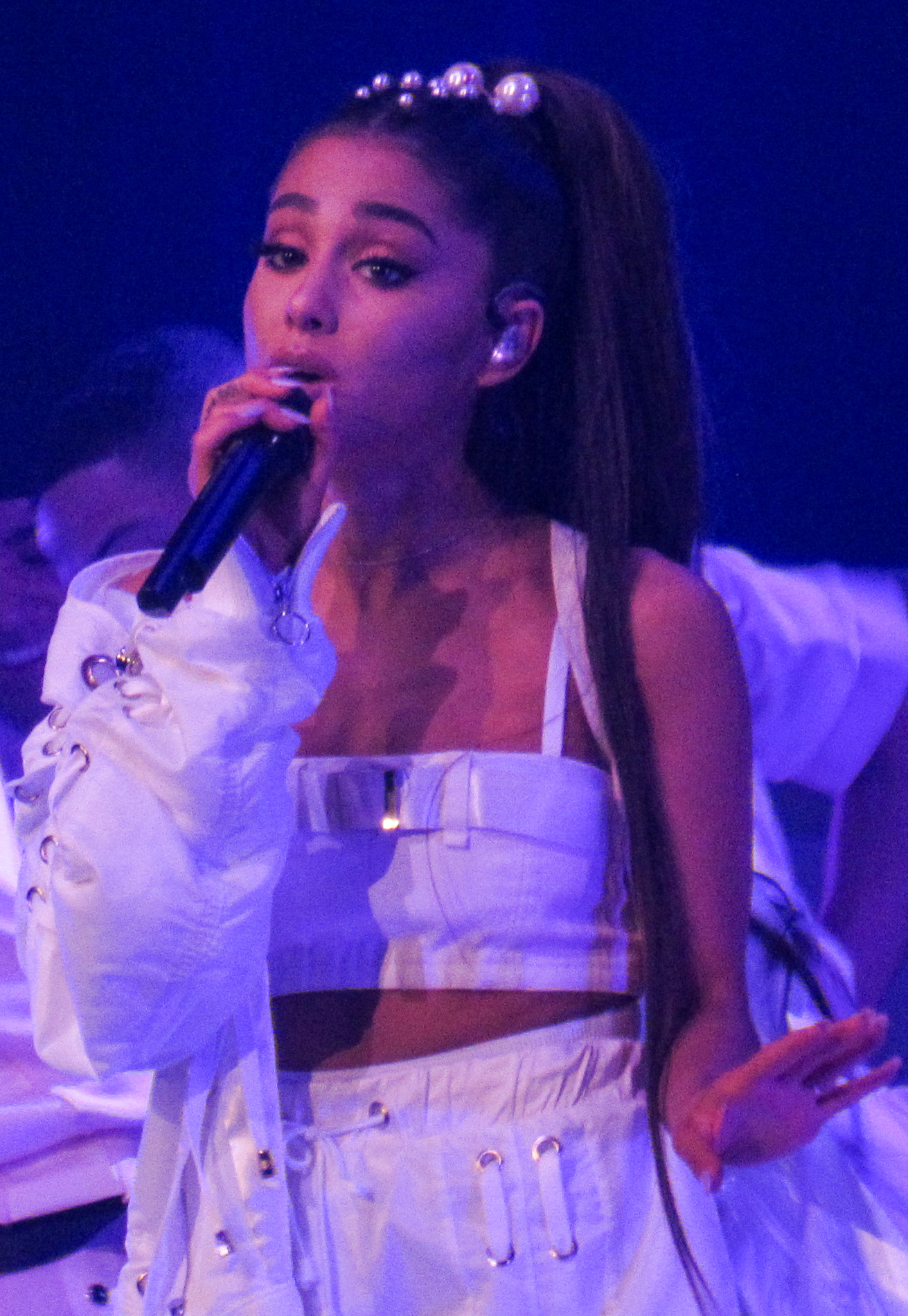
Ariana Grande à Manchester pendant le Dangerous Woman Tour en 2017.

En janvier 2016, Ariana devient la nouvelle égérie de la marque de cosmétiques MAC Cosmetics pour laquelle elle a créé un rouge à lèvres et un gloss, puis elle annonce la sortie d'une édition unisexe de son parfum rebaptisé pour l'occasion Frankie by Ariana Grande, en référence à son demi-frère. Le même mois, la marque britannique Lipsy London annonce le lancement d'une collection créée en collaboration avec la chanteuse.
En février 2016, Ariana dévoile que son troisième album s'intitulera finalement Dangerous Woman et que Moonlight, le premier titre envisagé, sera finalement le titre de la première chanson de l'album. L'album sort le 20 mai 2016 partout dans le monde. L'album est un succès critique et public, considéré comme l'album de la maturité par plusieurs spécialistes. Il est également resté 89 semaines dans le Billboard 200 jusqu'au mois de mars 2018 et a été nommé à la 59e cérémonie des Grammy Awards en 2017 dans la catégorie meilleur album vocal pop ainsi que meilleure performance solo pop pour la chanson du même nom.
Quelques jours après la sortie de l'album, Ariana annonce qu'elle sera la présentatrice d'un épisode de l'émission à sketches Saturday Night Live au cours duquel elle interprétera les chansons Dangerous Woman et Be Alright, issues de l'album. Une tournée mondiale, intitulée Dangerous Woman Tour, débute le 3 février 2017 pour promouvoir l'album.
En juillet 2016, elle rejoint la distribution de Hairspray Live!, l'adaptation de la célèbre comédie musicale de Broadway en téléfilm, pour jouer le rôle de Penny Pingleton. Ce téléfilm a la particularité d'être filmé en public et diffusé en direct à la télévision.
Le 22 mai 2017, un attentat-suicide à la sortie de son concert à la Manchester Arena à Manchester, revendiqué par l'organisation État islamique, fait selon un bilan provisoire vingt-deux morts et cent-seize blessés, dont dix-neuf grièvement,. Bien qu'Ariana ne soit pas blessée, elle décide de suspendre sa tournée au minimum jusqu'au 5 juin 2017 afin de se reposer, et retourne immédiatement à Boca Raton, sa ville natale, où elle retrouve sa famille et ses proches.
Le 4 juin 2017, Ariana retourne néanmoins à Manchester pour un concert de charité intitulé One Love Manchester. Plusieurs artistes dont Katy Perry, Take That, Coldplay ou encore Miley Cyrus viennent se produire à ses côtés lors de ce concert dont les bénéfices seront reversés aux blessés et familles des victimes de l'attaque. Le concert est diffusé simultanément à la télévision et à la radio dans plusieurs pays du monde dont TMC et Mouv' en France. Elle reprend ensuite sa tournée dès le 7 juin 2017 à Paris pour la terminer le 21 septembre 2017 à Hong Kong.

### Sweetener,Thank U, NextetCharlie's Angels(2018-2019)
Le 20 avril 2018, Ariana fait son retour avec la chanson No Tears Left to Cry, le premier single issu de son quatrième album prévu pour l'année 2018. La chanson se retrouve vite à la tête des téléchargements sur iTunes dans 70 pays. Le lendemain, elle est invitée par le DJ Kygo pour interpréter la chanson pour la première fois en live au Coachella Festival. C'est également la première fois qu'Ariana se rend sur scène lors de cet événement.

Elle dévoile ensuite lors de l'émission The Tonight Show que l'album s'intitulera Sweetener et devrait sortir au début de l'été. La chanteuse révélera par la suite les titres de quelques chansons dont R.E.M., The Light Is Coming ou encore God Is a Woman puis elle est choisie pour faire l'ouverture de la cérémonie des Billboard Music Awards 2018 en interprétant le premier single de l'album.

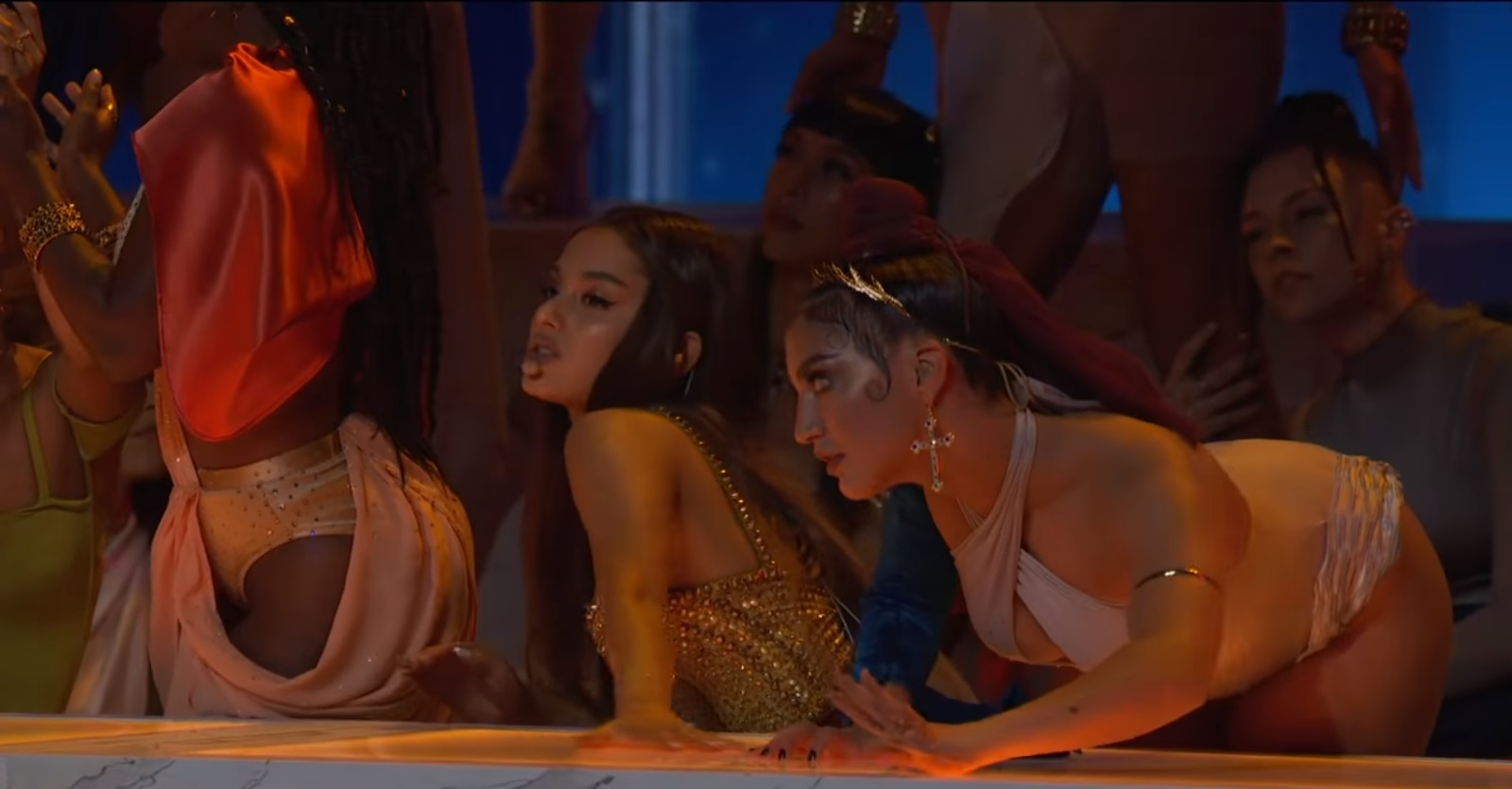
Ariana Grande lors d'une performance aux MTV Video Music Awards de 2018.

Sweetener sort le 17 août 2018 et débute à la première place du Billboard 200, devenant le quatrième album de la chanteuse à atteindre une aussi haute position et lui permettant de battre son record personnel de ventes. Il reçoit également un accueil unanimement chaleureux de la part de la critique, devenant son album le mieux noté sur les différentes plateformes agrégative de critiques. Pour promouvoir l'album, elle effectue une petite tournée en Amérique du Nord et au Royaume-Uni intitulée The Sweetener Sessions, à l'image de ce qu'elle avait fait pour la promotion de son premier album en 2013. L'année suivante, l'album obtient le Grammy Award du meilleur album vocal pop lors de la 61e cérémonie des Grammy Awards, devenant la première victoire de la chanteuse lors de cette prestigieuse cérémonie.
Fin octobre 2018, Ariana dévoile qu'elle entame la préparation de son cinquième album pour une sortie dans les mois suivants, les nombreux changements et événements dans sa vie la poussant à vouloir mettre un terme à « l'ère Sweetener ». Le premier single, Thank U, Next, est écrit, composé et enregistré dans la foulée. Sorti le 3 novembre 2018, le single est encensé par la critique et démarre à la première place du Billboard Hot 100. Le clip de la chanson est dévoilé quelques jours plus tard, réalisé par Hannah Lux Davis, il est un hommage aux films Lolita malgré moi, American Girls, 30 ans sinon rien et La Revanche d'une blonde avec la participation de plusieurs proches de la chanteuse dont le chanteur Troye Sivan, la youtubeuse Colleen Ballinger ainsi que d'anciens collègues de sa série Victorious. Les acteurs Jonathan Bennett et Jennifer Coolidge, présents dans certains films auxquels le clip rend hommage, font également une apparition. Le clip permet à Ariana de battre un nouveau record, celui du clip le plus visionné en moins de 24 heures sur YouTube.
En novembre 2018, elle est au centre d'une mini-série documentaire, Dangerous Woman Diaries, diffusée sur le service YouTube Premium. Le même mois, elle est la star de sa première émission spéciale avec Ariana Grande at the BBC sur la chaîne britannique BBC. Elle avait déjà participé le mois d'avant à l'émission spéciale A Very Wicked Halloween pour fêter les quinze ans de la comédie musicale Wicked. Sa reprise de The Wizard and I, enregistrée lors de l'émission paraît par la suite dans une réédition de l'album du spectacle.
En février 2019, avec la sortie de son album Thank U, Next, la chanteuse multiplie les records. Lors de sa sortie, il se place numéro un des ventes seulement cinq minutes après sa sortie et fait son entrée à la première place du Billboard Hot 100. Il lui permet également d'égaler les Beatles en classant trois des titres de l'album en première, deuxième et troisième place du classement, respectivement 7 Rings, Break-Up with your Girlfriend (I'm Bored) et Thank U, Next. L'album est également un gros succès, autant critique que commercial, et permet à la chanteuse de renforcer son image de nouvelle princesse de la musique pop
.
Dès le mois de mars 2019, elle entame sa troisième tournée mondiale, le Sweetener World Tour, pour promouvoir l'album du même nom ainsi son cinquième opus. Dans le cadre de cette tournée, elle fait son retour au Coachella Festival en avril 2019 mais cette fois-ci, en tant que tête d'affiche, devenant la quatrième femme de l'histoire du festival à s'y rendre en tant que tête d'affiche mais également en devenant l'artiste la plus jeune à être programmée dans cette catégorie.
En juin 2019, le studio Sony Pictures dévoile la sortie d'une chanson interprétée par Ariana Grande avec les chanteuses Miley Cyrus et Lana Del Rey pour le film Charlie's Angels, le troisième volet de la série de films qui fait suite à la série télévisée Drôles de dames. Cette chanson, composée spécialement pour le film à l'image du tube Independent Women des Destiny's Child pour le premier volet et de Feel Good Time de Pink pour le second, est intitulée Don't Call Me Angel et est sortie le 13 septembre 2019, accompagnée d'un clip dans lequel l'actrice et réalisatrice Elizabeth Banks fait une apparition.
Par la suite, Ariana dévoile qu'elle officie également comme co-productrice sur la bande-originale du film. En effet, elle a été choisie par le studio pour superviser l'album (avec ses collaborateurs Savan Kotecha, Ilya Salmanzadeh et Max Martin), lui permettant de participer à la sélection des artistes et au développement des chansons de l'album.
La chanteuse promeut ses albums Sweetener et Thank U, Next à travers une tournée, le Sweetener World Tour. Cette tournée débute le 18 mars 2019 aux États-Unis, passe par l'Europe, puis se termine aux États-Unis, le 22 décembre de la même année. À l'issue du dernier concert, l'artiste publie K Bye For Now (SWT Live), l'album live de cette tournée.

### Positions(2020-2023)
En mai 2020, pendant la pandémie de Covid-19, l'artiste publie une chanson, Stuck with U (en), en collaboration avec Justin Bieber. Les bénéfices de cette chanson sont reversés à une association qui offre des bourses d'études aux enfants de soignants. La chanson connaît un bon succès et atteint la première place des charts aux États-Unis et la première place au Billboard Hot 100 pendant environs deux semaines. Le même mois, Ariana apparaît sur la chanson Rain on Me de Lady Gaga, une chanson issue de Chromatica, dernier album de cette dernière. Cette chanson connaît également un gros succès, le titre se place numéro 1 aux États-Unis, remporte plusieurs MTV Video Music Awards, dont ceux de la meilleure collaboration et de la meilleure chanson et un Grammy Award. Ariana Grande devient la première artiste de l'histoire à placer sept titres, la semaine de leur sortie, à la première place du Billboard Hot 100.
Le 14 octobre, la chanteuse annonce sur Twitter : « J’ai hâte de vous donner mon prochain album ce mois-ci. » Quelques jours plus tard, elle publie un compte à rebours sur son site, celui-ci annonçant la sortie d'un single, Positions, pour le 23 octobre et d'un album, portant le même titre, le 30 octobre. La chanson se hisse à la première place du Billboard Hot 100, permettant à Ariana Grande conserver son record de l'artiste à avoir atteint la première place de ce classement dès la première semaine d'exploitation d'un single. De plus, Positions devient son quatrième single à atteindre la première place du classement en 2020, une première depuis 2010. Positions sort le 30 octobre. L'album reçoit un accord commercial très favorable lors de sa sortie et parvient à se hisser à la première place dans une dizaine de pays, dont les États-Unis et le Royaume-Uni,. En France, il atteint la deuxième place des charts. La chanson 34+35 est dévoilée ce jour-là également. Elle parvient à se hisser dans le top 5 d'une dizaine de pays,.
Le 4 décembre 2020, elle est invitée dans l’ émission intitulée Mariah Carey's Magical Christmas Special de Mariah Carey, qui est diffusée sur la plateforme Apple TV+ et qui comprend en vedettes Jennifer Hudson, Snoop Dogg, Jermaine Dupri, Billy Eichner, Misty Copeland et Tiffany Haddish,,. Pour promouvoir ce divertissement, le single Oh Santa ! de Mariah Carey, paru en 2010, ressort et est interprété en collaboration avec Jennifer Hudson, ce qui crée un événement mondial. Le show est un triomphe phénoménal et se classe à la 1re place des programmes les plus vus de la plate-forme dans 100 pays.
La chanteuse et la plate-forme de streaming Netflix dévoilent le 21 décembre 2020 Excuse Me, I Love You, le documentaire de sa tournée Sweetener World Tour, achevée un an auparavant.
Un remix de 34+35, en collaboration avec la chanteuse Doja Cat, qui a déjà participé à une chanson de Positions, et de la rappeuse Megan Thee Stallion, est dévoilé le 15 janvier 2021. Le 9 février 2021, la chanteuse annonce sur ses réseaux sociaux la sortie d'une édition deluxe de cet album pour 19 du même mois,.
En mars 2021, elle est annoncée comme nouvelle juge au sein de The Voice pour la 21e saison, remplaçant ainsi Nick Jonas. En avril, elle apparaît dans le titre Met Him Last Night de Demi Lovato, chanson issue de l'album Dancing with the Devil… the Art of Starting Over puis dans un remix de la chanson Save Your Tears de The Weeknd qui se classe à la première place du Billboard Hot 100.
En 2021, elle s'engage publiquement pour la vaccination et incite la population à se faire vacciner. Elle est également présente sur le single Oh Santa! de Mariah Carey, interprété en collaboration avec Jennifer Hudson.

### Eternal SunshineetWicked(depuis 2024)
Le 12 janvier 2024, Ariana Grande dévoile un nouveau single intitulé Yes, And?,. Yes, And? est produit avec Max Martin. Le titre figure à la première place du Billboard Hot 100 une semaine après sa sortie. Le 16 février 2024, Mariah Carey est invitée sur le remix du single Yes, And?.
Le 8 mars 2024, Ariana Grande dévoile son septième album nommé Eternal Sunshine. Il est composé de 13 morceaux pour une durée totale de 35 minutes et 26 secondes. Pour Eternal Sunshine, Ariana Grande s'entoure à nouveau du producteur suédois Max Martin qui figure aux crédits de 9 morceaux sur les 13 pistes que contient le nouvel album. Max Martin collabore avec Ariana Grande depuis 2014 sur tous ses albums, hormis Positions, le sixième opus de Grande, sorti en octobre 2020.
Le jour de la sortie d'Eternal Sunshine, Ariana Grande dévoile le deuxième single de l'album, We Can't Be Friends (Wait for Your Love), écrit, composé et produit par Grande, Max Martin et Ilya Salmanzadeh. Dans le clip, la chanteuse rejoue avec l'acteur Evan Peters, qui incarne son ex, des scènes du film, Eternal Sunshine of the Spotless Mind, réalisé par Michel Gondry. Le film sorti en 2004 a inspiré Grande pour son septième album, dont le titre, Eternal Sunshine, rend un hommage explicite.
En fin d'année, elle tient le rôle de Glinda dans le film musical Wicked réalisé par Jon Chu aux côtés de l'actrice Cynthia Erivo. Il s'agit de la première partie d'une adaptation en deux films de la comédie musicale du même titre. Le film reçoit un accueil critique positif et est un succès au box-office devenant l'adaptation d'une comédie musicale de Broadway la plus rentable. Pour sa performance, Grande reçoit plusieurs nominations dans la catégorie meilleure actrice dans un second rôle, notamment à la 82e cérémonie des Golden Globes et à la 97e cérémonie des Oscars. Elle reprendra le rôle dans la deuxième partie, Wicked: For Good, en fin d'année 2025.
Le 27 juin 2025, elle est présente sur le titre One Heart, One Voice, extrait de l’opus The Secret Of Life: Partners, Volume 2 de la chanteuse Barbra Streisand, qu’elle co-interprète également avec Mariah Carey.

## Vie privée
Elle est végétalienne depuis novembre 2013. Enfant, elle a été élevée dans la tradition catholique mais en grandissant elle s'est tournée vers la kabbale.
Elle a été en couple avec Jai Brooks, du groupe australien de YouTube The Janoskians, d'août 2012 à juillet 2013 puis avec le chanteur britannique Nathan Sykes, membre du groupe The Wanted, d'août à décembre 2013. En mai 2014, elle est signalée à nouveau en couple avec Jai Brooks mais ils se séparent à nouveau quelques mois plus tard. D'août 2014 à avril 2015, elle a eu une liaison avec le rappeur Big Sean,.
Entre mai 2015 et juin 2016, Ariana fréquente l'un de ses danseurs, Ricky Alvarez. Elle lui dédie la chanson Moonlight de son troisième album.
En août 2016, elle commence à fréquenter le rappeur américain Mac Miller, un ami de longue date. Ils se séparent début mai 2018 à la suite des problèmes d'addictions du rappeur.
En mai 2018, elle commence à fréquenter l'acteur et humoriste américain Pete Davidson, principalement connu pour sa participation à l'émission Saturday Night Live. Leurs fiançailles sont annoncées le 11 juin 2018, après seulement trois semaines de relations. Mais en octobre 2018, à la suite du décès de l'ex d'Ariana Grande, Mac Miller, le couple annonce sa séparation et annule ses fiançailles.
À partir de janvier 2020, elle partage la vie de l'agent immobilier américain Dalton Gomez,. Le couple annonce ses fiançailles le 20 décembre 2020. Ils se marient le 15 mai 2021 lors d’une cérémonie intime chez elle à Montecito, en Californie. Ils se séparent en janvier 2023, leur divorce étant prononcé en octobre de la même année . 
Depuis 2023, elle fréquente l'acteur Ethan Slater (en), rencontré sur le tournage de Wicked.

## Philanthropie

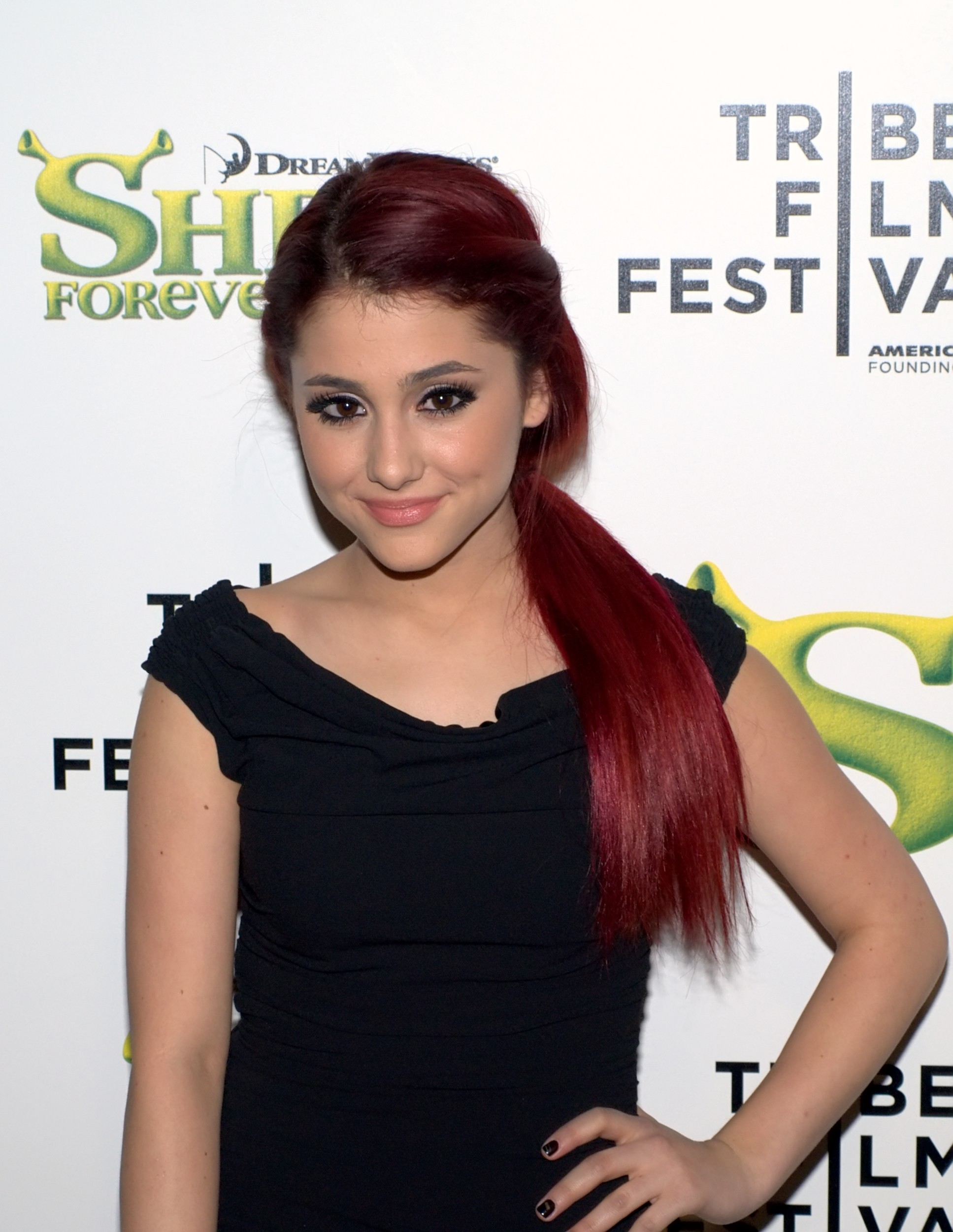
Ariana Grande à l'avant-première du film, Shrek 4 : Il était une fin, en avril 2010.

À l'âge de 10 ans, Ariana Grande a co-fondé un groupe de musique, Kids Who Care, qui a chanté pour de nombreuses associations ; en 2007, la jeune femme a réussi à récolter 500 000 dollars en chantant en solo. Durant l'été 2009, en tant que membre d'une organisation pour l'Afrique du Sud, Ariana a donné des cours de chant et de danse aux enfants de Gugulethu, avec l'aide de son demi-frère Frankie. Elle a également participé à la campagne de la marque Kleenex en 2012.
En septembre 2013, Ariana Grande a enregistré une chanson intitulée U R What You Eat avec plusieurs autres artistes pour l'album Songs for a Healthier America. Cet album est un projet de l'organisation Partnership for a Healthier America et a pour but d'inciter les jeunes à faire du sport et à faire attention à leur santé, à travers des chansons interprétées par plusieurs stars de la musique RnB américaine.

## Voix
Ariana Grande a une voix de soprano et utilise régulièrement la voix de sifflet. Sa tessiture couvre un ambitus de quatre octaves plus une tierce (de do3 à Mí7). Ses qualités vocales et le son de son premier album, Yours Truly, ont amené les critiques à la présenter comme la « nouvelle Mariah Carey ». En parlant de cette comparaison, Julianne Escobedo Shepherd de Billboard écrit que « [Mariah et Ariana] ont le talent pour laisser leur voix parler d'elle-même ». Ariana Grande se dit « honorée » par ces comparaisons qu'elle prend comme un « grand compliment ».
Sa prestation lors de la 41e cérémonie des American Music Awards lui a valu des félicitations de la part de Kelly Clarkson et de Lady Gaga. Durant une interview sur Sirius XM, Katy Perry dit d'Ariana qu'elle est « La meilleure chanteuse dans la musique pop aujourd'hui. Elle a littéralement la meilleure voix, la meilleure voix en live ». Au cours d'une autre interview avec Ryan Seacrest, c'est Chris Martin, membre du groupe Coldplay, qui complimente la chanteuse.
Ariana Grande a également reçu des compliments venant d'autres artistes dont Rihanna, Ed Sheeran, Patti LuPone ou encore Demi Lovato, qui qualifie sa puissance vocale d'incroyable.

## Filmographie

### Cinéma
- 2011 : Snowflake, le gorille blanc (Floquet de Neu) d'Andrés G. Schaer : Snowflake (voix)
- 2015 : Underdogs (Metegol) de Juan José Campanella : Laura (voix - film produit en 2013, doublage réalisé en 2015)[175]
- 2015 : Jem et les Hologrammes (Jem and the Holograms) de Jon Chu : elle-même (caméo - scène coupée)[176]
- 2016 : Zoolander 2 (Zoolander No. 2) de Ben Stiller : la femme en latex (caméo)[177]
- 2020 : Excuse Me, I Love You de Paul Dugdale : elle-même (documentaire - également productrice délégué)
- 2021 : Billie Eilish: The World's a Little Blurry de R. J. Cutler : elle-même (documentaire - caméo)
- 2021 : Don't Look Up : Déni cosmique (Don't Look Up) d'Adam McKay : Riley Bina
- 2024 : Wicked de Jon Chu : Galinda Upland / Glinda / la Bonne Glinda
- 2025 : Brighter Days Ahead de Christian Breslauer et elle-même : Peaches (court-métrage - également co-scénariste)

Prochainement
- 2025 : Wicked : Partie 2 (Wicked: For Good) de Jon Chu : Galinda Upland / Glinda / la Bonne Glinda (post-production)
- 2026 : Focker In-Law de John Hamburg (pré-production)
- 2028 : Oh, the Places You'll Go! de Jon Chu (voix - en production)

### Télévision

#### Téléfilms
- 2013 : Arnaque à la carte (Swindle) : Amanda « Mandy » Benson - La Gymnaste
- 2016 : Hairspray Live! : Penny Pingleton (téléfilm live)

#### Séries télévisées
- 2009 : The Battery's Down : Bat Mitzvah Riffer (saison 2, épisode 2)
- 2010-2013 : Victorious : Caterina « Cat » Valentine
- 2011 : iCarly : Caterina « Cat » Valentine (saison 4, épisode 11)
- 2011-2013 : Winx Club : Princesse Diaspro (voix - épisode spécial no 2, saisons 3 et 5)[note 2]
- 2013-2014 : Sam et Cat (Sam and Cat) : Caterina « Cat » Valentine
- 2014 : Les Griffin (Family Guy) : Fille italienne (voix - saison 12, épisode 12)
- 2014 : Saturday Night Live : She-Ra (saison 40, épisode 1)
- 2015 : Scream Queens : Sonya « Chanel #2 » Herfmann (saison 1, 4 épisodes)
- 2016 : Saturday Night Live : Plusieurs rôles (saison 41, épisode 15)
- 2018 : Dangerous Woman Diaries : elle-même (docu-série - également productrice)
- 2020 : Kidding : Piccola Grande (saison 2, épisode 5)
- 2024 : Saturday Night Live : Plusieurs rôles (saison 49, épisode 14 et saison 50, épisode 3)

### Clips vidéos
Note : Cette liste présente les clips vidéos d'Ariana Grande en tant qu'actrice. Pour la liste de ses clips vidéos en tant que chanteuse voir sa discographie.
- 2010 : Make It Shine de Victoria Justice feat. Victorious Cast
- 2010 : Freak the Freak Out de Victoria Justice feat. Victorious Cast
- 2011 : Beggin' on Your Knees de Victoria Justice feat. Victorious Cast
- 2011 : Unfriend You de Greyson Chance
- 2011 : All I Want Is Everything de Victoria Justice feat. Victorious Cast
- 2012 : Make It in America de Victoria Justice feat. Victorious Cast

### Doublage de jeux vidéo
- 2011 : Victorious: Time to Shine : Caterina « Cat » Valentine (voix)
- 2012 : Victorious: Taking the Lead : Caterina « Cat » Valentine (voix)
- 2017 : Final Fantasy Brave Exvius : Dangerous Ariana (visage uniquement)
- 2021 : Fortnite : elle-même (voix, événement Rift Tour)

## Théâtre
| Année     | Spectacle               | Rôle          | Théâtre                                           |
| --------- | ----------------------- | ------------- | ------------------------------------------------- |
| 2008      | 13 (en)                 | Charlotte     | Norma Terris Theatre                              |
| 2008-2009 | 13 (en)                 | Charlotte     | Bernard B. Jacobs Theatre (Broadway)              |
| 2010      | Cuba Libre              | Miriam        | Lecture uniquement                                |
| 2011      | Miranda Sings Live Show | elle-même     | Show at Barre (invitée lors d'une représentation) |
| 2012      | A Snow White Christmas  | Blanche-Neige | Pasadena Playhouse                                |

## Discographie

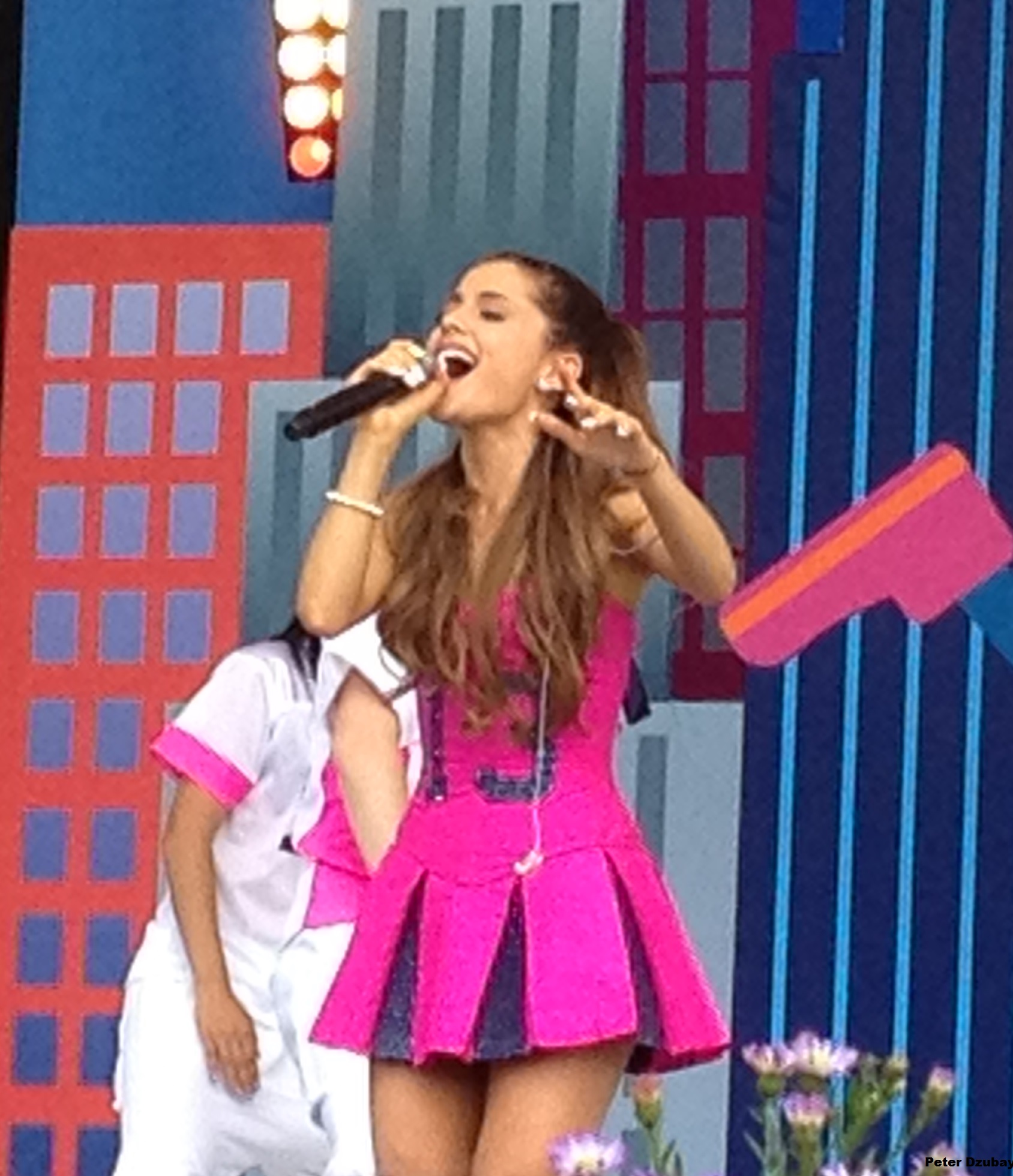
Ariana Grande au Worldwide Day of Play à New York en 2013.

### Albums studio
- 2013 : Yours Truly
- 2014 : My Everything
- 2016 : Dangerous Woman
- 2018 : Sweetener
- 2019 : Thank U, Next
- 2020 : Positions
- 2024 : Eternal Sunshine

### EPs
- 2013 : Christmas Kisses
- 2014 : Love Me Harder EP
- 2015 : Christmas and Chill

### Album live
- 2019 : K Bye for Now (SWT Live)

### Compilation
- 2017 : The Best (exclusivité japonaise)

### Album remix
- 2015 : The Remix (exclusivité japonaise)

### Contribution
- 2019 : Charlie's Angels: Original Motion Picture Soundtrack (co-productrice)

## Tournées
Note : Album associé désigne l'album principalement promu lors de cette tournée. Néanmoins, chaque tournées peut contenir des chansons issues des précédents albums.
| Année | Tournée                | Note                                             | Album associé           |
| ----- | ---------------------- | ------------------------------------------------ | ----------------------- |
| 2013  | Believe Tour           | Première partie de Justin Bieber (3 dates)       | Yours Truly             |
| 2013  | The Listening Sessions | Promotionnelle (Amérique du Nord uniquement)     | Yours Truly             |
| 2015  | The Honeymoon Tour     | Tournée mondiale                                 | My Everything           |
| 2017  | Dangerous Woman Tour   | Tournée mondiale                                 | Dangerous Woman         |
| 2017  | One Love Manchester    | Concert de charité                               |                         |
| 2018  | The Sweetener Sessions | Promotionnelle (Amérique du Nord et Royaume-Uni) | Sweetener               |
| 2019  | Sweetener World Tour   | Tournée mondiale                                 | Sweetener Thank U, Next |